# Fondei

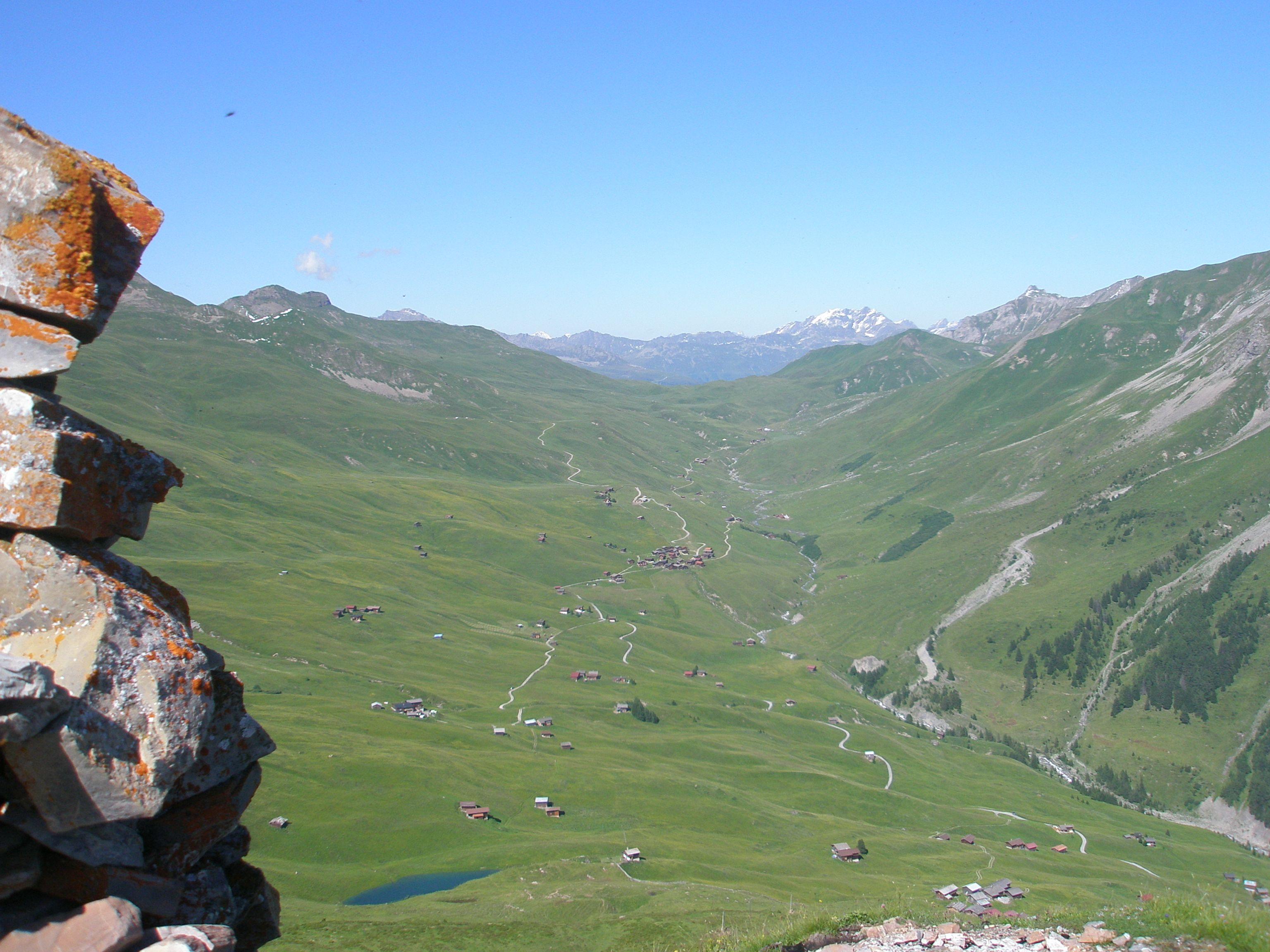
Fondei, Blickrichtung Durannapass

Das Fondei ist ein knapp 10 km langes Hochtal in der ehemaligen Gemeinde Langwies im schweizerischen Kanton Graubünden. Es zweigt bei Langwies vom Schanfigg ab und erstreckt sich in nordöstlicher Richtung hinauf bis zum Durannapass. Seit Anfang 2013 ist das Fondei Teil der Gemeinde Arosa.

## Geschichtlicher Überblick und Erschliessung

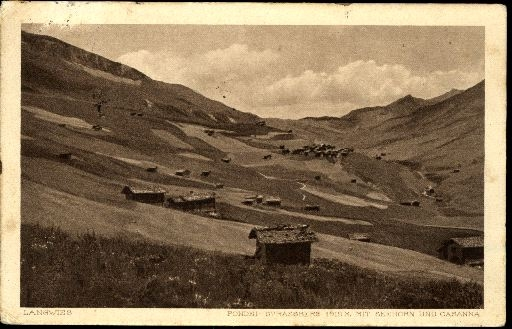
Das Fondei um 1928

War das Fondei wie das benachbarte Sapün und Medergen ursprünglich Alpgebiet im Hinterland des romanischen Peist, siedelten sich im 14. Jahrhundert deutschsprachige Walser von Davos her an. 1370 gab es im Fondei 24 Familien, die dem Churer Domkapitel zinsten. Bis zum Bau der Kirche in Langwies Platz im Jahre 1384 besuchten die Fondeier den Gottesdienst in der Talkirche St. Peter, wo rätoromanisch gesprochen wurde. Dort waren auch die Verstorbenen beizusetzen. Man benutzte dabei den Weg über das Blackter Fürggli (mittlerer Meniweg). Das Fondei gehörte zu der sich um 1400 konstituierenden Gerichtsgemeinde Langwies. Hauptsiedlung ist Strassberg, das bis Anfang des 20. Jahrhunderts ganzjährig besiedelt war und bis 1903 über eine eigene Schule verfügte.
Ganzjährig bewohnt ist heute einzig die Skihütte Casanna, welche seit 1934 in dritter Generation als Familienbetrieb geführt wird. Das Tal wurde nie an ein Elektrizitätsnetz angeschlossen. Einziges sichtbares Zeichen neuerer Technologie bleibt ausser den anwesenden Fahrzeugen eine Telefonleitung bis Strassberg. Strassberg kann über einen Fahrweg von Langwies (seit 1887) oder über den Schanfigger Höhenweg/Walserweg Graubünden erreicht werden. Ein mit Bergrädern befahrbarer Fusspfad führt weiter über den Durannapass nach Fideris.
Aus dem Fondei stammte die einflussreiche Familie Sprecher von Bernegg mit ihrem bekanntesten Vertreter Theophil Sprecher von Bernegg.

## Das Skigebiet Parsenn-Fondei

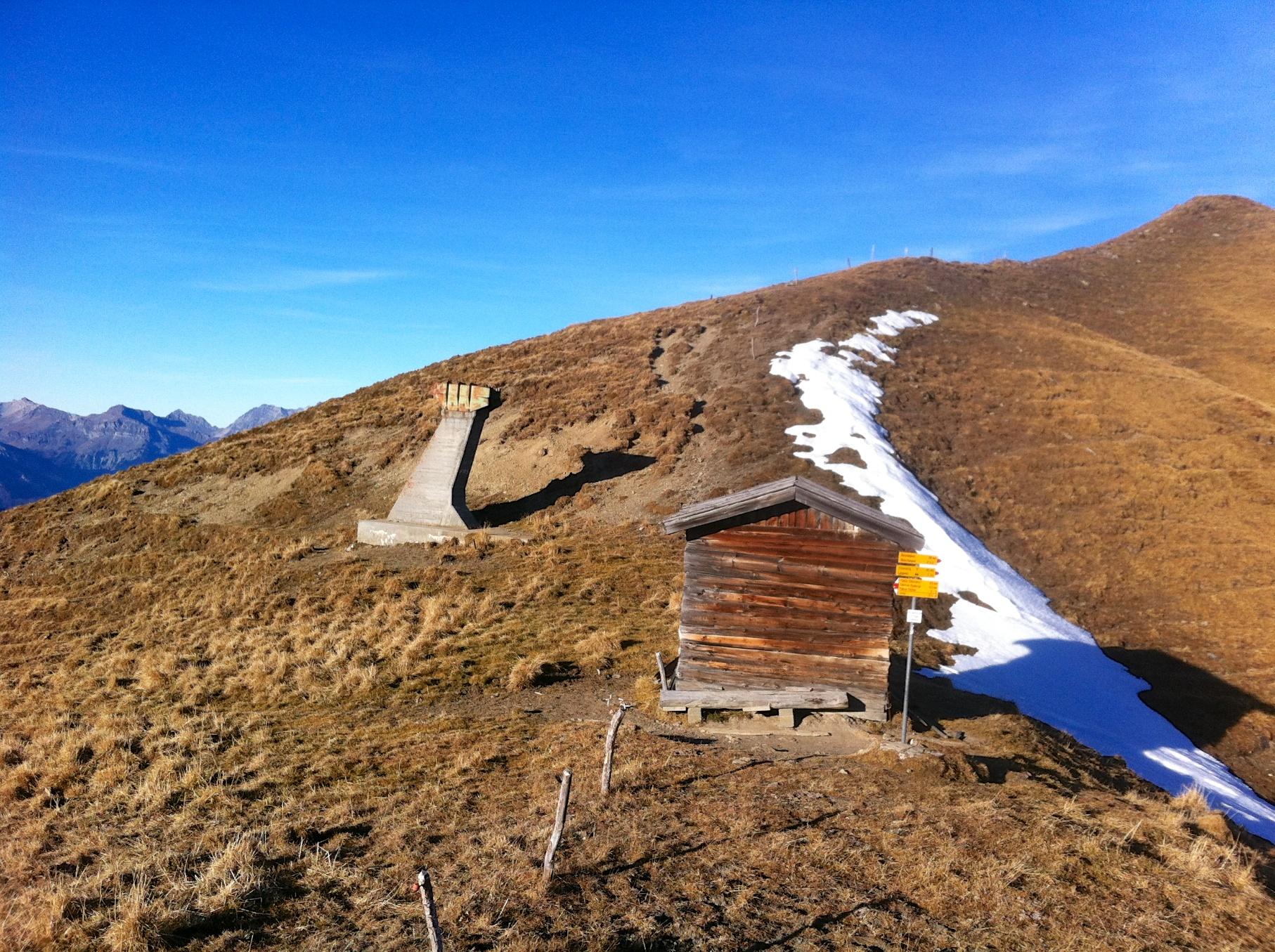
Ehemalige Bergstation des Skilifts Strassberger Fürggli (bis 2019)

Nachdem man bereits 1953 zusammen mit der AG Aroser Verkehrsbetriebe (AVB, heute: Arosa Bergbahnen) den Bau eines Skiliftes von Langwies nach Pirigen und von dort weiter aufs Mattjisch Horn (Mattlishorn) geprüft hatte, wurde 1963 in Schiers die Gesellschaft Skilift Parsenn-Fondei AG gegründet. Diese erstellte im Sommer 1963 zwei grosse Skilifte bei den Barga im Innerfondei (Pkt. 1994): Der eine wurde von der Firma Gerhard Müller aus Dietlikon erstellt und führte in nordwestlicher Richtung auf das Strassberger Fürggli (Pkt. 2308). Die Talstation, eine bunkerähnliche, futuristisch anmutende Betonkonstruktion befand sich unmittelbar bei den Barger Alpgebäuden.
Den zweiten, längeren Lift erstellte die Zürcher Firma Skima in Zusammenarbeit mit dem Seilbahnkonstrukteur Theodor Brunner (TEBRU). Diese über 2,3 km lange Anlage verfügte über 25 Portalstützen und führte unter den Reckholdern durch in östlicher Richtung zum Kreuzweg in der Nähe der Parsennfurgga, womit die seilbahntechnische Verbindung zum Davoser Skigebiet Parsenn hergestellt war. Die unebene Topographie machte einige Trassierungsarbeiten notwendig. Die Bergstation befand sich nördlich von Pkt. 2365 auf dem Grat, die Talstation lag etwas südöstlich auf der linken Seite des Fondeierbaches.
Die beiden Lifte, die aufgrund fehlender Elektrifizierung mit Dieselkraftstoff betrieben wurden, waren Teil eines grossangelegten Ausbauprojekts im Bereich Prättigau, Fideriser Heuberge, Schanfigg und Davos, das jedoch nie im vollen Umfang realisiert werden konnte. Mangels Zufahrt von Langwies her und ohne Möglichkeit einer tariflichen Kooperation mit den Parsennbahnen stand das Unternehmen jedoch schon bald vor grossen Schwierigkeiten und musste 1967 nach nur vier Wintersaisons Konkurs anmelden; der Maschinenpark wurde versteigert.
In der Folge versuchte eine Zürcher Interessengruppe kurzzeitig, den Betrieb des Skilifts Kreuzweg durch die am 1. Dezember 1969 gegründete Auffanggesellschaft Skilift Parsenn-Barga-Kreuzweg Aktiengesellschaft fortzuführen. Das Vorhaben misslang, und die Gesellschaft ging bereits am 10. September 1970 in Konkurs. Die Betriebsbewilligung für die beiden Skilifte erlosch schliesslich im Jahr 1981, die Anlagen blieben jedoch weiterhin stehen.

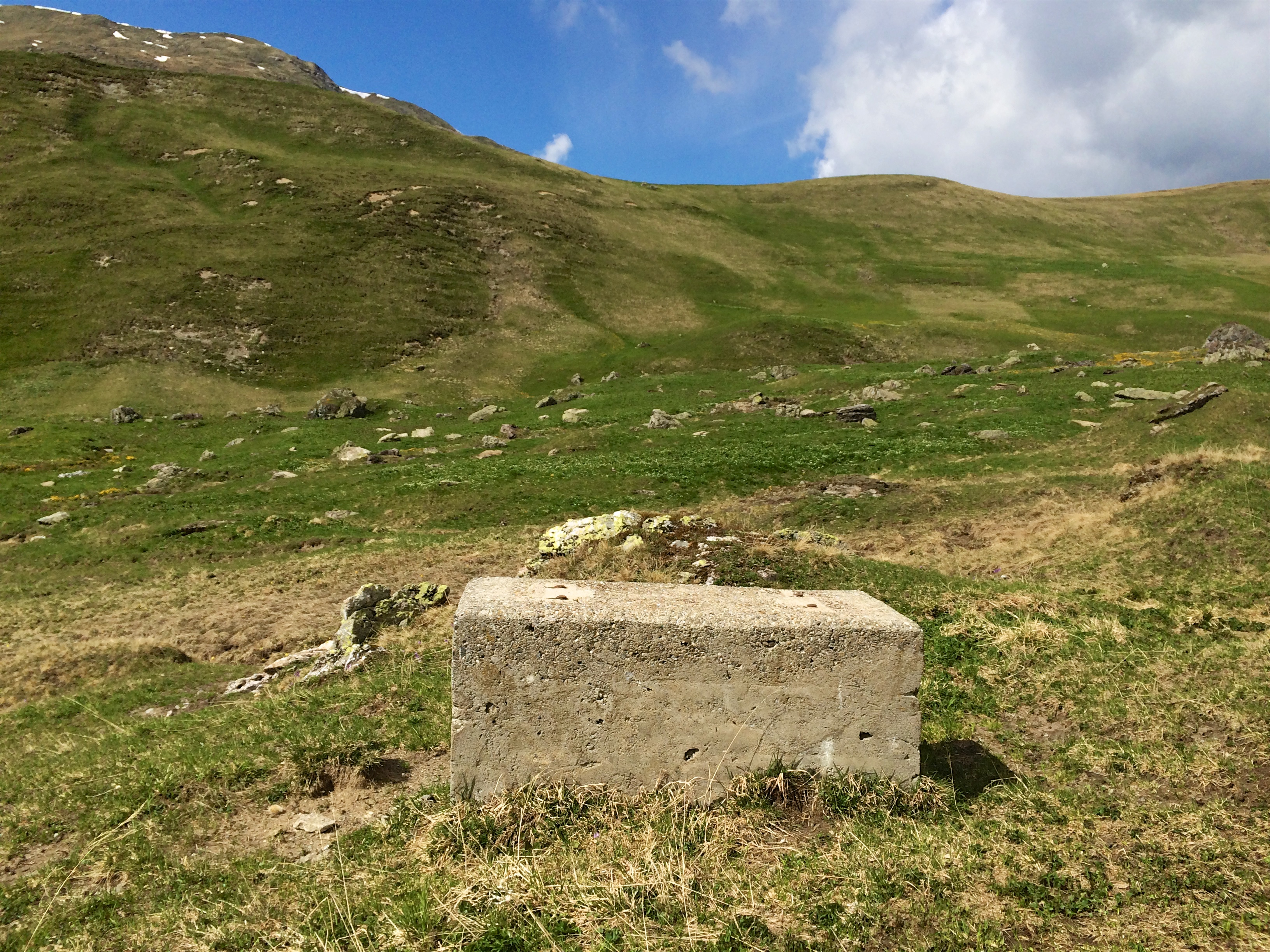
Ein Stützenfundament des Skilifts Barga–Kreuzweg

1993 entfernte die damalige Seilbahnfirma von Roll auf Ersuchen des Gemeindevorstands Langwies die Tragseile des Skilifts Strassberger Fürggli. Im Sommer 1996 baute von Roll auch sämtliche Liftstützen zurück, dies ohne Erlass einer offiziellen Abbruchverfügung. Die Rettungskompanie IV/35 der Schweizer Armee schleifte Ende Juni 2002 in einer Goodwill-Aktion die drei bei den Barga vorhandenen Liftgebäude. Die Talstation des Skilfts Strassberger Fürggli wurde am 23. Juli 2002 um 21:30 Uhr mit 40 kg Sprengstoff zerstört. Die Armierungseisen wurden abtransportiert, die Zementteile hingegen zermalmt, an Ort und Stelle eingegraben und mit einer Erdschicht bedeckt. Insgesamt waren für den Bau der Skilifte rund 360 Kubikmeter Beton verwendet worden.
Im Sommer 2011 erfolgte der freiwillige Rückbau des Betonpfeilers bei der Bergstation Kreuzweg durch die Davos Klosters Bergbahnen. Bis vor kurzem waren – neben einzelnen Stützenfundamenten – der Betonpfeiler und das ehemalige Dienstgebäude auf dem Strassberger Fürggli vorhanden. Auf Initiative von Mountain Wilderness machte sich der Vorstand der Standortgemeinde Fideris Gedanken über eine Entfernung dieser Bauten, was schliesslich im Sommer 2019 in Zusammenarbeit mit der Gemeinde Arosa realisiert werden konnte. Der Betonpfeiler wurde geschleift und das Dienstgebäude durch eine neu erstellte Schutzhütte aus Holz ersetzt.

## Moorgebiet Barga und Projekt Parsenn 2000

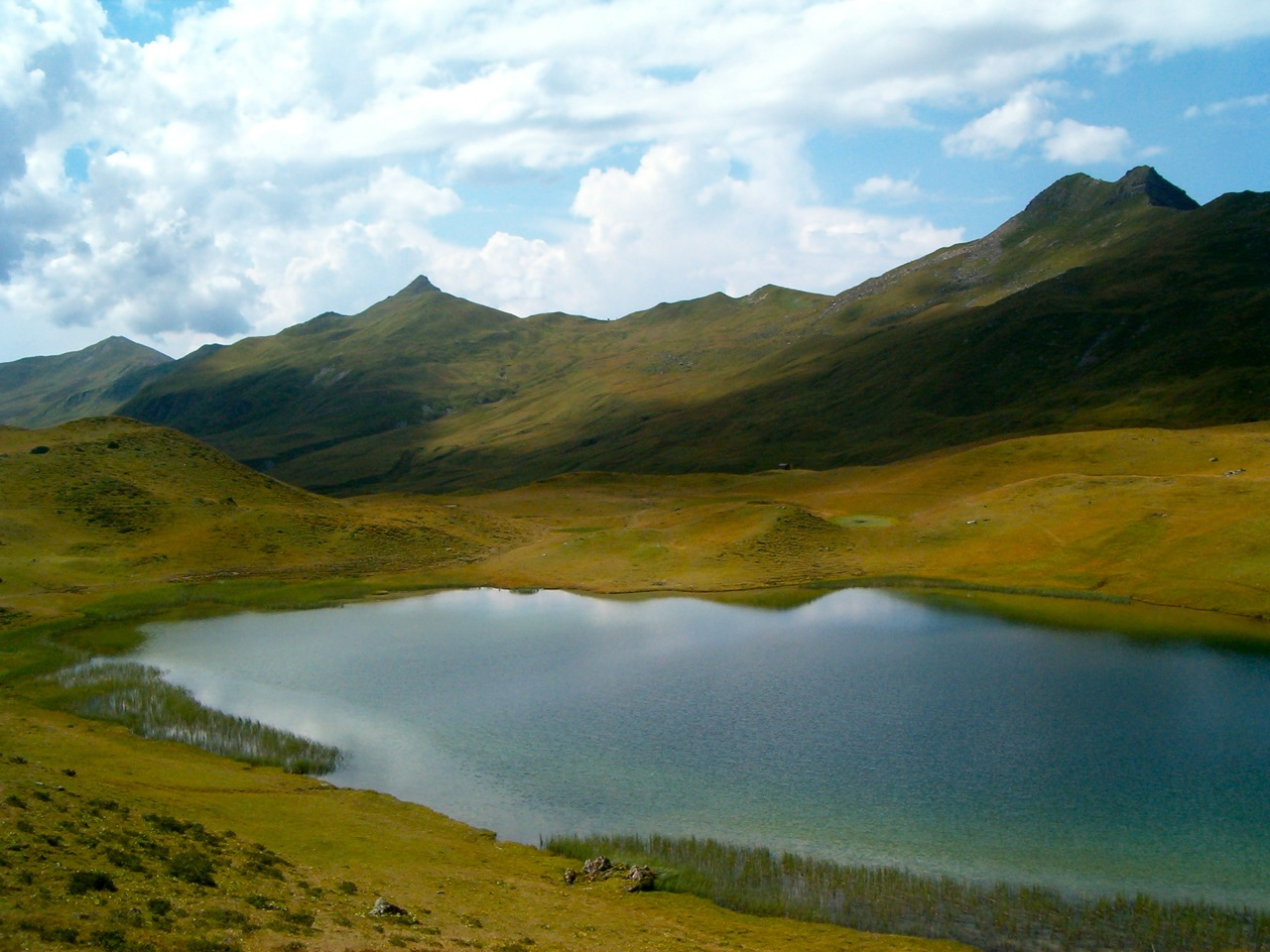
Blick über den Grünsee am Durannapass ins Inner-Fondei, hinten die Strassberger Alp mit Chistenstein (rechts) und Strassberger Fürggli

Im Rahmen eines neuen kantonalen Richtplanes prüfte man bereits 1981 wiederum die Machbarkeit einer Skigebietsverbindung zwischen dem Schanfigg und Davos via Fondei-Barga. 1991 wurde das Moorgebiet bei den Barga in das Bundesinventar der Hochmoore nationaler Bedeutung aufgenommen. 1996 kauften die Parsennbahnen das Berghaus Fideriser Heuberge und planten unter dem Namen "Parsenn 2000" eine Verbindung Parsenn-Heuberge über das innere Fondei. Dieses Projekt der Erschliessung von Fondei und Heubergen wäre ein erster Schritt zur Angliederung der Fideriser Heuberge und damit – via Arflina Furgga/Schanfigger Bergwiesen/Mattjisch Horn – eventuell auch des Skigebiets Hochwang-St. Peter an das Davoser Skigebiet gewesen.
Auf dem Bargaboden sollten neben Sesselbahnen ein Restaurant und eine Maschinenhalle zu stehen kommen.
Die Parsennbahnen hätten die Fläche ihres Skigebiets um 284 Hektaren auf 615 Hektaren ausdehnen können. Allerdings stemmte sich eine ad hoc gebildete Arbeitsgruppe "Für ds Fondei" zusammen mit einigen Umweltschutzverbänden vehement gegen diese Pläne: Mit 67 zu 60 Stimmen wurde die vom Bundesrat vorgenommene Verkleinerung des Moorgebietes – und damit die abstimmungsfähige Vergrösserung der Langwieser Wintersportzone im Innerfondei – abgelehnt. Das Projekt war somit zunächst blockiert. Bereits 1998 stimmte die Gemeinde Langwies jedoch wieder einer neuen Wintersportzone mit Korridor im Moorgebiet Barga zu. Dies, obwohl der Bundesrat – wenn auch gegen den Widerstand der Bündner Regierung – soeben auch das Moor im Gebiet Triemel-Cunggel (Hochwang) unter Schutz gestellt hatte. Im Vordergrund standen wirtschaftliche Überlegungen des von Abwanderung und Finanzknappheit geplagten Bergdorfes; zudem hätten mit der Realisierung des Vorhabens rund ein Dutzend Arbeitsplätze für Langwies (allerdings ohne wintersicheren direkten Zugang vom Ort aus) geschaffen werden können.

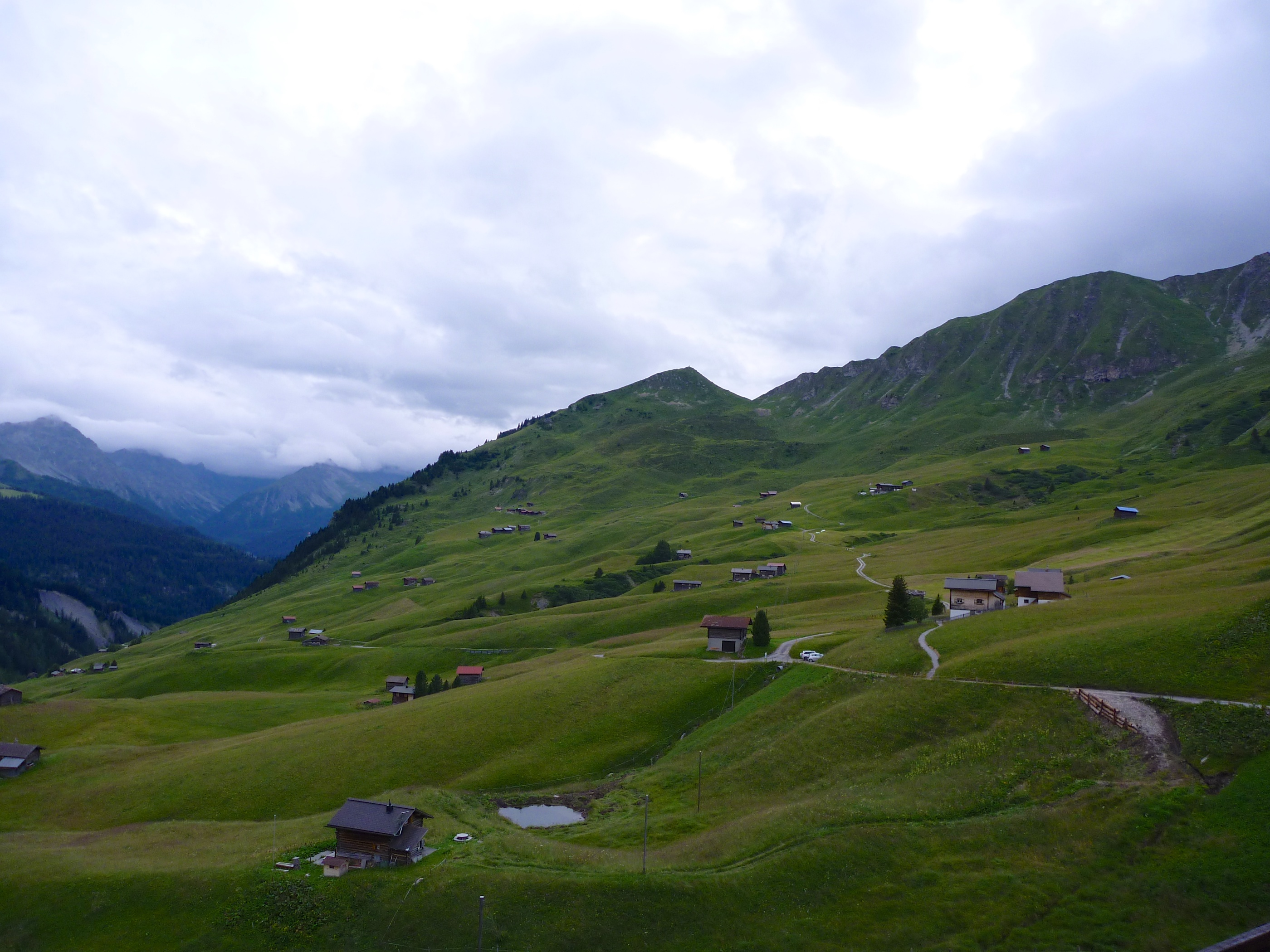
Äusseres Fondei von Strassberg gesehen. Rechts das Blackter Fürggli, links hinten die Aroser Berge

Knapp die Hälfte der Gemeinde Langwies setzte sich weiter für ihr Anliegen ein: Pro Natura, der Schweizer Alpen-Club (SAC), der Akademische Alpen-Club Zürich (der eine Hütte im Fondei besitzt), die Stiftung Landschaftsschutz Schweiz und der WWF erhoben Beschwerde bei der Bündner Regierung gegen die neue Zonenordnung. Die Verbände stellten die Kartierung der Moore in Frage. Die Grenzen verliefen ihrer Ansicht nach zum Teil mitten durch die Moore hindurch, genau so, dass ein Korridor für das Skigebiet offen blieb. Im Jahr 2000 wies die Regierung die Beschwerde der Verbände ab. Inzwischen hatten die Parsennbahnen aus wirtschaftlichen Gründen von ihren Ausbauplänen Abstand genommen. Das Verfahren lief jedoch weiter, und die Verbände zogen den Regierungsentscheid ans Verwaltungsgericht Graubünden weiter. Sie verlangten, dass sich ein unabhängiger Moorschutzexperte der Sache annehme und die Abgrenzung der Moorlandschaft neu festlege. Auch der vermeintliche Korridor sei Bestandteil der gemäss Bundesverfassung zu schützenden Landschaft. Nach einem Augenschein vor Ort gab das Verwaltungsgericht am 12. Juli 2001 den Gegnern des Projekts schliesslich Recht. Die Neulancierung eines derartigen Vorhabens ist damit für die nähere Zukunft praktisch ausgeschlossen.

## Heutige Situation
Im Fondei pflegt man nur noch den sanften Tourismus. Den Besuchern steht als Beherbergungsbetrieb der Familienbetrieb der Skihütte Casanna zur Verfügung sowie im Sommer das Berggasthaus Strassberg. Sommers finden im Fondei regelmässig Walser-Kulturführungen statt, meist unter Einbezug der Schaukäserei in der alten Strassberger Sennerei von 1883.
Mit den 5 Alpen und den ertragreichen Heuwiesen ist die einheimische Landwirtschaft heute noch auf das Fondei angewiesen. Wegen der in der Vergangenheit erfolgten Abholzung besteht in Teilen des Gebietes Lawinengefahr, jedoch liegt der grösste Teil des Tales ohnehin über der Waldgrenze.